# Аладжа хисар
Шарен град или Аладжа хисар е средновековна крепост в Крушевац, на мястото на което княз Лазар издига главен град на Моравското си владение. В рамките на средновековния град е и красивата църква „Лазарица“, изградена в Моравски стил.
Първото свидетелство за средновековния град датира от 1381 г. Вероятно на местото е имало старо укрепление, разширено и обновено от княз Лазар.
През 1427 г., Стефан Лазаревич непосредствено преди смъртта си предава града на османците. През 1437 г. Шареният град е завладян от унгарците.
През 1444 г. по силата на Одринския мир града влиза във владението на деспот Георги. През 1454 г., след превземането на Константинопол през 1453 г., Шареният град е завоюван от Мехмед II, като е наречен на турски Аладжа хисар.

## Вънпни препратки
- Крушевац Архив на оригинала от 2009-11-28 в Wayback Machine.
- Църквата „Св. Стефан Лазарица“ в Крушевац